# Setophaga petechia
Setophaga petechia hay chim chích vàng là một loài chim trong họ Parulidae.